# Concepción Dancausa Treviño
María Concepción Dancausa Treviño, més coneguda com a Concha Dancausa o Concepción Dancausa (Burgos, 26 de febrer de 1952), és una política espanyola militant del Partit Popular. Des del 2015 exerceix com a delegada del Govern espanyol a la Comunitat de Madrid, tot i que també ha estat primera tinent d'alcalde de Madrid entre 2013 i 2015, així com presidenta de l'Assemblea de Madrid entre 2003 i 2007.
Vinculada a l'ala més conservadora del PP, s'ha declarat públicament contrària a l'avortament i a la reserva de llocs a les dones en els partits polítics mitjançant el sistema de quotes percentuals, adduint que en democràcia és més efectiu educar que obligar o prohibir. És partidària de la regulació jurídica de les parelles de fet, però no de la seva definició com a matrimoni.
Dancausa s'ha mostrat clarament en contra de canviar els noms d'alguns carrers de Madrid que segueixen recordant personatges relacionats amb el franquisme, una iniciativa del consistori de Manuela Carmena que Dancausa considera un "error".

## Biografia i carrera política
Dancausa està casada i té cinc fills i pertany a una família de polítics i advocats. És filla de l'advocat i polític falangista Fernando Dancausa, qui va ser alcalde de Burgos entre 1965 i 1973.
Es llicencià en Dret per la Universitat Complutense de Madrid, i accedí per oposició a la condició de funcionària del Cos de l'Organisme Autònom Administració Institucional de Serveis Socioprofessionals, hereu del Sindicat Vertical franquista. El 1991 va ser nomenada subdirectora general d'Organitzacions No Governamentals i Subvencions del Ministeri d'Afers Socials espanyol i cinc anys després, el 17 de maig de 1996, després de l'accés al Govern del Partit Popular, Javier Arenas, en aquell temps ministre de Treball i Assumptes Socials, la nomenà directora general de l'Institut de la Dona.
Exercí el càrrec fins al 4 de febrer de 2000, ja que es presentava com a candidata a diputada en les eleccions del 12 de març de 2000, al desè lloc en la llista del PP per Madrid. En aquells comicis va aconseguir un escó al Congrés dels diputats.
El 5 de maig de 2000 Dancausa fou nomenada secretària general d'Assumptes Socials pel Consell de Ministres i va rellevar en el càrrec a Amalia Gómez, amb qui havia treballat sent directora de l'Institut de la Dona. Va deixar llavors el seu escó d'acord amb la pràctica posada en marxa a la VI legislatura pel PP consistent en què els alts càrrecs renunciessin al seu lloc de la cambra baixa.
El 14 de febrer de 2003 va ser reemplaçada com a Secretària General d'Afers Socials després d'haver estat designada com a número 4 de la llista del PP a la Comunitat de Madrid que encapçalava Esperanza Aguirre.
Fou elegida diputada autonòmica al maig de 2003 i al juny fou nomenada presidenta de l'Assemblea de Madrid, gràcies al cas de transfuguisme conegut com a Tamayazo, quan dos diputats socialistes van impedir un govern d'esquerres al govern autonòmic i van propiciar el primer mandat d'Esperanza Aguirre.
El juny de 2007 deixà de ser presidenta de l'Assemblea, i fou nomenada regidora de Família i Afers socials a l'Ajuntament de Madrid, liderat per Alberto Ruiz-Gallardón i des de desembre de 2011 ho fou d'Hisenda al consistori presidit per Ana Botella.
Des de 2015 és la delegada del Govern a la Comunitat Madrid, càrrec en què substituí l'actual presidenta de la Comunitat, Cristina Cifuentes.
El maig de 2016 va generar polèmica quan des de la Delegació del Govern espanyol va prohibir l'exhibició d'estelades a la pròxima final de la Copa del Rei, que se celebraria a Madrid, cosa que va generar moltes protestes principalment des de Catalunya, i la decisió del president de la Generalitat, Carles Puigdemont, i de la batllessa de Barcelona, Ada Colau, de no assistir a la final.

### Càrrecs exercits
- Sotsdirectora d'ONGs i Subvencions del Ministeri d'Assumptes Socials espanyol (1991-1996)
- Directora general de l'Institut de la Dona (1996-2000)
- Diputada per Madrid al Congrés dels Diputats (2000)
- Secretària general d'Afers Socials (2000-2003)
- Presidenta de l'Assemblea de Madrid (2003-2007)
- Regidora de l'Ajuntament de Madrid (2007-2015)
  - Primera tinent d'alcalde de Madrid (2013[9]-2015)
- Delegada del Govern espanyol a la Comunitat de Madrid (des de 2015)